# Castillo del Morro
Il Castello dei Tre Re Magi del Morro (spagnolo: Castillo de los Tres Reyes Magos del Morro) o più comunemente Castillo del Morro è una fortezza strategica spagnola del periodo coloniale situata all'entrata della baia dell'Avana, progettata dall'ingegnere italiano Battista Antonelli nel 1586 e ricostruito nel 1763 dopo i danni causati dalle continue incursioni britanniche all'Avana.
La sua posizione preminente rispetto all'ambiente circostante, che lo rende visibile da buona parte del lungomare e della città, assieme alla sua storia, ne hanno fatto un simbolo iconico della città stessa, condiviso solo dalla Giraldilla del Castillo de la Real Fuerza.
Assieme alla Fortezza de la Cabaña e al sovracitato Castillo de la Real Fuerza, costituì il principale sistema difensivo della città coloniale finché Cuba fu colonia spagnola.
Il castello condivide il nome di Morro (termine spagnolo per indicare un promontorio) con altre fortificazioni analoghe, come Castello di San Pedro de la Roca a Santiago de Cuba e Forte San Felipe del Morro a San Juan.